# Singin' In The Lane
«Singin' In The Lane» (укр. «Співаючи на доріжці») — сьома серія двадцять дев'ятого сезону мультсеріалу «Сімпсони», прем'єра якої відбулась 19 листопада 2017 року у США на телеканалі «Fox».

## Сюжет
Сім'я насолоджується вечерею, але містер Бернс дзвонить Гомерові, щоб запросити на баскетбольну гру. Гомер приймає пропозицію, бажаючи привести своїх друзів. У таверні Мо Гомер запрошує Ленні, Карла та Барні, але виключає Мо, оскільки у Гомера є лише чотири квитки. Мо засмучується.
Повернувшись до таверни після гри, сумний Гомер та його друзі вирішили відновити команду з боулінгу «Кегльманів» (англ. «Pin Pals»). Однак, у Мо травма пальця, тож він стає тренером. Вони одразу стають успішними та виграють турнір, який відправляє їх на національний фінали у столиці, де грають у вишуканий боулінгу.
Їхні суперники, Трейдери, хоч і програли перший тур, задираючись до людей, включно з Мо та до іншої команди «Crunchers». Щоб зупинити їхні знущання, вони роблять ставку — якщо виграють Трейдери, вони виграють таверну Мо, який повинен тоді змінити своє ім'я; якщо ж виграють «Кегльмани», Мо отримає щось, що можуть дати тільки багатії. Для помсти Ліса підбурює команду «Crunchers», щоб знайти слабкі місця Трейдерів. Тим часом Барт пробує жваве багате життя і вважає, що гроші — це все.
Перед фінальним раундом Мо настоює на тому, щоб Барні не пив. Однак, Трейдери використовують це, і роблять його п'яним, щоб він програв гру. Ліса і «Ботани» змушують Трейдерів почуватися погано щодо власних слабкостей. Коли Барт від імені Трейдерів не може помститися сестрі, він примиряється з нею.
Щоб виграти, Гомеру потрібно зробити три страйки поспіль. У цей час Мо уявляє, що своє нове життя у Франції, якщо він програє. Мо намагається зупинити Гомера від удару, але не вдається, і «Кегльмани» виграють національний фінал.
Відчуваючи себе знехтуваним власними друзями за те, що він був поганим тренером, депресивний Мо повертається до таверни, де його друзі підготували сюрприз. Вони кажуть, що все ще є командою та його друзями. Оскільки вони виграли, «Кегльмани» отримають те, що може дати лише багатій — досвід з невагомістю.

## Ставлення критиків і глядачів
Під час прем'єри серію переглянули 2,67 млн осіб з рейтингом 1.1, що зробило її найпопулярнішим шоу на каналі «Fox» тієї ночі.}}
Згідно з голосуванням на сайті The NoHomers Club більшість фанатів оцінили серію на 1/5 і 2/5 із середньою оцінкою 2,25/5